# Melchior de Marion-Brésillac

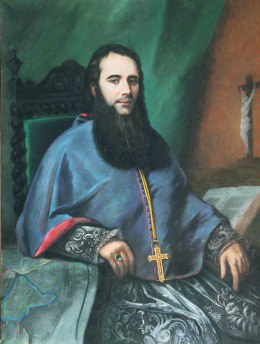
Melchior de Marion-Brésillac (Gemälde, 1859)

Melchior de Marion-Brésillac (* 2. Dezember 1813 in Castelnaudary; † 25. Juni 1859 in Freetown) war ein französischer römisch-katholischer Bischof, Missionar und Ordensgründer. 

## Leben und Werk

### Missionar in Indien
Marion-Brésillacs Vater war Ingenieur am Canal du Midi. Er selbst studierte ab 1832 am Seminar in Carcassonne und wurde 1838 zum Priester geweiht. Er wirkte zuerst in Castelnaudary, meldete sich 1841 bei der Pariser Mission und wurde nach Indien geschickt, wo er 1842 (in Puducherry) ankam. Er übernahm die Leitung des dortigen Seminars und wurde zum Bischof von Coimbatore (Titularbischof von Prusa) geweiht. Da er sich jedoch bezüglich des Grades an opportuner Akkulturation in einem Dilemma vorfand, insofern er zwischen dem (wie er glaubte) strikten Vatikan und seinen den Einheimischen meist entgegenkommenden Missionaren einen unüberbrückbaren Gegensatz sah, bat er bereits 1853 um seine Entpflichtung, die 1855 gewährt wurde, und reiste nach Europa zurück.

### Tod in Afrika
Wieder frei, nahm er einen neuen Anlauf zur Missionierung, diesmal in Afrika; im Visier hatte er Dahomey. Er gründete 1856 in Lyon die Gesellschaft der Afrikamissionen, bekam aber von Rom nur die Genehmigung für Sierra Leone. Im Mai 1859 kam er in Freetown an und erlag dort einen Monat später mit allen Mitstreitern einer Epidemie, worauf in Lyon die Leitung der Gesellschaft in die Hände von Augustin Planque überging.

## Gedenken
Seine sterblichen Überreste befinden sich seit 1928 in der Kapelle des Missionshauses (bis 2017 mit Afrikanischem Museum) im Cours Gambetta (150) in Lyon. 
In Castelnaudary (Platz Alexandre Lastrapes) ist an seinem Geburtshaus eine Erinnerungstafel angebracht, auf der es heißt: Ici est né le 2 décembre 1813 / Monseigneur Melchior de Marion Brésillac / Fondateur de la / Société des Missions Africaines / Pour le service des peuples les plus abandonnés / 150e anniversaire de la Fondation 1856–2006 (Gründer der Gesellschaft der Afrikamissionen im Dienste der verlassensten Völker/Am hundertfünfzigsten Jahrestag der Gründung 1856–2006). 
Seit seinem 100. Todestag im Jahr 1959 wurden seine umfangreichen nachgelassenen Schriften und mehrere biographische Würdigungen, unter anderem durch Patrick Gantly (1919–2002) und den Postulator des im Jahr 2000 eingeleiteten Seligsprechungsprozesses, Bruno Semplicio, herausgegeben.
Papst Franziskus erkannte ihm am 26. Mai 2020 den heroischen Tugendgrad zu.

## Werke
- Retreat to missions given in preparation for the Synod of Pondichery, 1849. Rom 1985.
- Documents de mission et de fondation [1854–1859], hrsg. von Jean Bonfils. Médiaspaul, Paris 1985 (englisch 1986).
- Souvenirs de douze ans de mission. 3 Bde. Médiaspaul, Paris 1987–1988.
  - Bd. 1: Souvenirs de douze ans de mission. 1987.
  - Bd. 2: Le journal d’un missionnaire. Suite des « Souvenirs de douze ans de mission ». 1987.
  - Bd. 3: Je les aimais. Douze ans en Inde 1842–1854, hrsg. Maurice Grenot. 1988.
  - (englisch) Souvenirs (Memories from twelve years on the missions). 3 Bde. Rom 1988–1991.
- Faith, hope, charity. Spiritual exercises given to Indian seminarists. Rom 1988.
- Lettres. Erga edizioni, Rom 2005.

### Ohne Autor
- Mgr de Marion Brésillac. Notice biographique, doctrine missionnaire, textes. Cerf, Paris 1962.
- Les 150 ans de la Société des Missions Africaines. In: Histoire et missions chrétiennes 2, 2007, S. 1–198.